# 喬納森·塔克
喬納森·摩斯·塔克（英語：Jonathan Moss Tucker，1982年5月31日—）是一位美國男演員。他最著名的作品如電影《暗夜搖籃曲》（2001年）、《德州電鋸殺人狂》（2003年）和《禁入廢墟》（2008年），以及電視劇《搏擊王國》（2014年至2017年）、《毒雪紛飛》（2018年）與《西方極樂園》（2018年）。

## 外部連結
- 喬納森·塔克在互联网电影资料库（IMDb）上的資料（英文）
- 喬納森·塔克的X（前Twitter）